# För din skull
För Din Skull, musikalbum utgivet 1973 av den svenska gruppen Gimmicks. Denna mediumpris LP innehåller svenska singlar från perioden 1971-73 kompletterad med två nyinspelade spår.

## Låtlista
1. Det blir inte nej
2. När livet börjar le
3. Kyss mig
4. Bara du
5. Var det en lögn
6. Ta varann i hand och börja om
7. För sent
8. Regn, regn
9. Jag minns
10. För din skull
11. Att få resa
12. Serenad till sommaren

## Medverkande
- Leif Carlquist
- Anita Strandell
- Diana Nuñez
- Urban Hansson
- Kåre Ström
- Billy Gezon
- Mats Westman
- Frank Andersson
- Joao Meirelles  mfl.